# Dolany (Chbany)
Dolany (německy Dehlau) jsou zaniklá vesnice v okrese Chomutov. Ležely sedm kilometrů jihovýchodně od Kadaně a 0,5 kilometru severně od Poláků na pravém břehu Ohře. Zanikly v roce 1967 zatopením v důsledku výstavby vodní nádrže Nechranice.

## Název
Jméno vesnice je odvozeno ze spojení lidé žijící v dolině – Dolané. V průběhu dějin se český tvar neměnil a v němčině se objevovaly tvary Döla nebo Dehlau.

## Historie

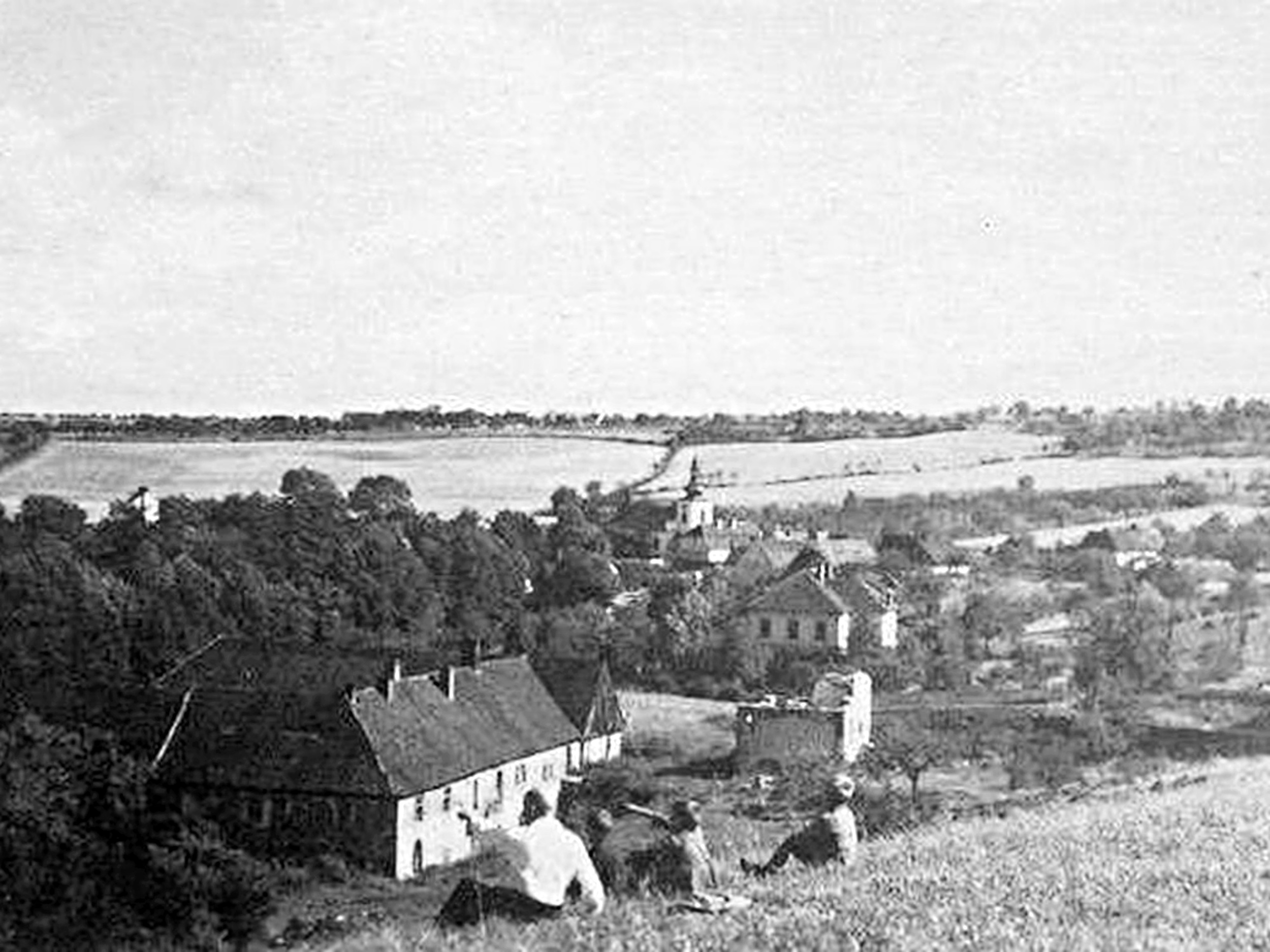
Celkový pohled

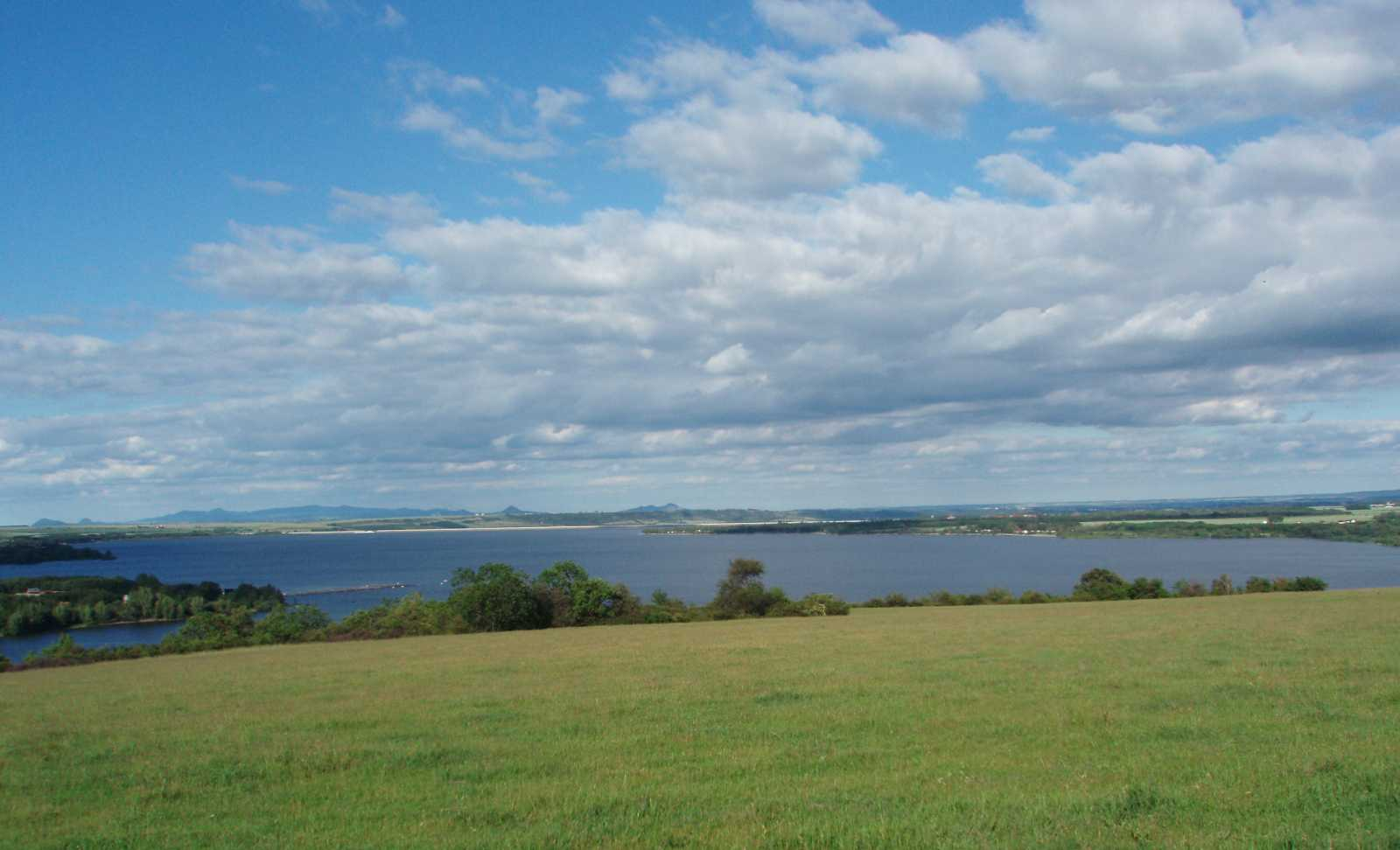
Nechranická přehrada

Raně středověké osídlení Dolan bylo doloženo při záchranném archeologickém výzkumu, který v letech 2015 a 2018 umožnilo dočasné snížení hladiny nechranické přehrady. Při něm bylo na jihozápadním okraji bývalé vesnice prozkoumáno pohřebiště se 119 hroby ze dvanáctého století, část soudobého sídliště a fragment mohutného základového zdiva interpretovaného jako pozůstatek církevní stavby, nejspíše kostela. Při transformaci osídlení na vrcholně středověkou vesnici bylo staré sídliště opuštěno.

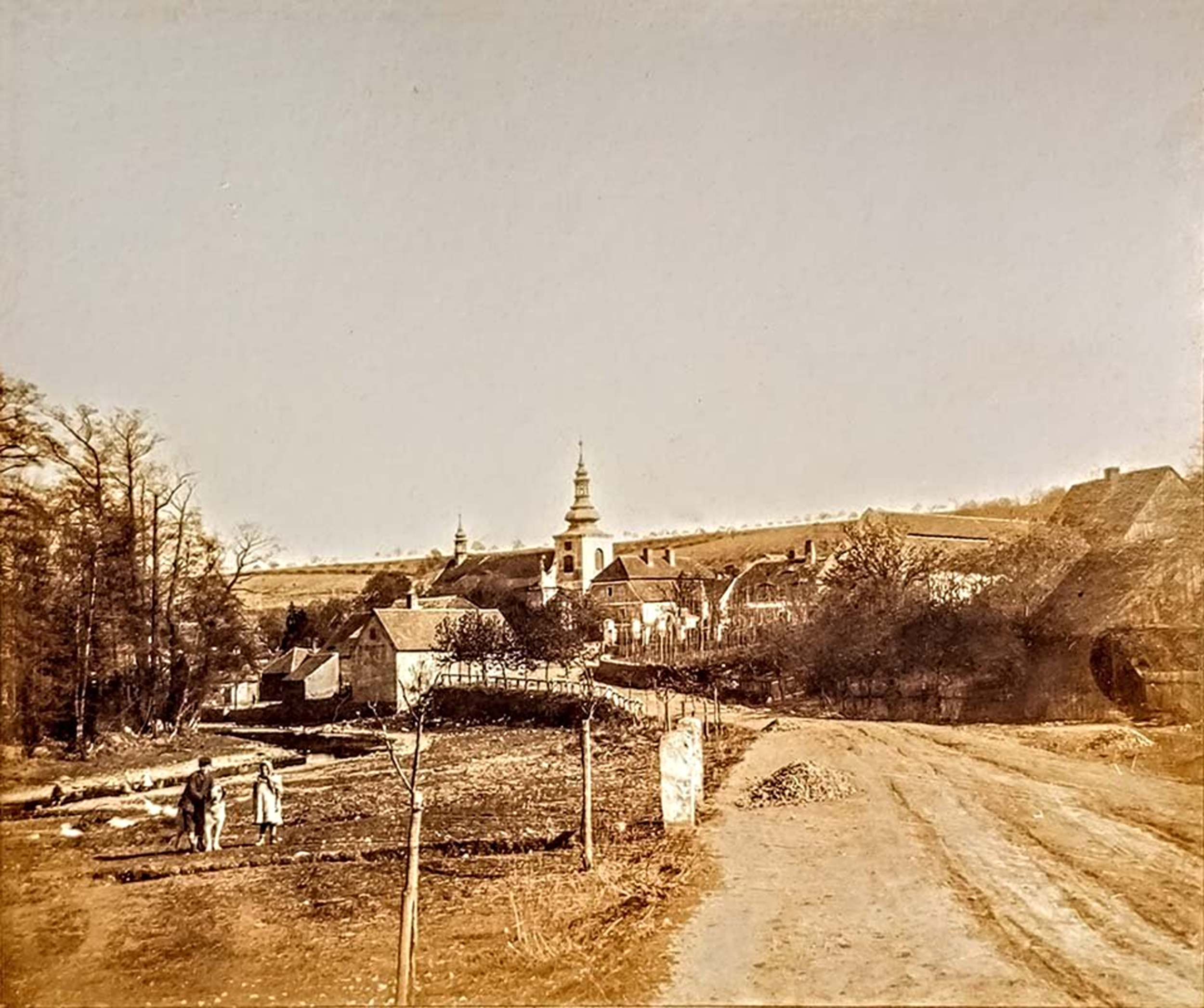
Dolany v roce 1910

První písemná zmínka o vesnici je z roku 1347 a objevuje se v predikátu Henricus Ruz de Dolano. Podle regionálního historika Theodora Schütze existuje starší zmínka z roku 1235, a Franz Josef Stocklöw uvádí dokonce rok 1196. Tehdy král Vladislav II. daroval pozemky mezi Kadaní a Žatcem valdsaskému klášteru a v darovací listině zmíněnou vesnici Dudleba Stocklöw považoval za Dolany. První dolanský kostel mohl podle Antonína L. Frinda stát už v jedenáctém století.
Roku 1356 se o vesnici dělili bratři Jindřich a Štěpán z Dolan a Bedřich z Egerberka. Už tehdy byly Dolany farní vsí. V roce 1404 vesnice patřila Bedřichovi z Dolan, který ji o rok později prodal kadaňskému měšťanu Haimanovi. Vdova Eliška po něm se roku 1416 podruhé provdala za Jana Žehrovského z Kolovrat a vesnici věnovala svému synu Mikuláši Žehrovskému z Kolovrat. Proti tomu protestovalo město Kadaň, které vyhrálo soud, podle něhož majetek připadl Haimanovým příbuzným, zatímco vdova Eliška dostala odškodnění ve výši 375 pražských grošů. Od roku 1508 Dolany patřily k vintířovskému panství a v roce 1544 byly připojeny k panství Poláky, u něhož zůstaly až do zrušení poddanství.
Během třicetileté války byla vesnice poničena, a švédskými vojáky byl těžce poškozen i zdejší kostel. Vzhledem ke kvalitní půdě byly válečné škody brzy napraveny. Podle berní ruly z roku 1654 ve vsi žili tři sedláci a šest chalupníků. Sedláci měli celkem sedm potahů a chovali šest krav, šest jalovic, šest prasat a třináct ovcí. Chalupníkům patřily čtyři potahy, jedenáct krav, čtyři jalovice, pět prasat, dvanáct ovcí a jedna koza. Dva chalupníci pracovali také jako rybáři a jeden měl hospodu.
V osmnáctém století byla otevřena první škola. V květnu roku 1769 vesnici postihl požár způsobený bleskem. Oheň poničil hospodářské budovy rychty a fary včetně fary samotné. O dva roky později vesnici zasáhla přívalová povodeň způsobená silným deštěm, která kromě škod v celé vesnici zanesla bahnem kostel a na hřbitově zničila mnoho hrobů.
V polovině devatenáctého století u Dolan existovaly dva menší hnědouhelné doly Jan Nepomucký a Karolina. Později vznikly ještě dva nepříliš úspěšné doly Eduard a Ignác. Na jejich místě, asi 500 metrů od západně od vesnice, byl koncem první světové války otevřen důl Hilda (někdy též Řehák), ale jeho provoz byl zastaven už v roce 1922. Z hloubek dvacet až šedesát metrů se v něm úklonou těžní jámou těžily dvě sloje o mocnosti 3,5 a tři metry. Celková produkce dolu je odhadována maximálně na 20 000 tun uhlí. Hlavním způsobem obživy však zůstávalo zemědělství, ale ve vsi provozovali živnost také hodinář nebo lékárník. V zimě si lidé přivydělávali prodejem ledu z řeky. V letech 1885–1886 dolanští vybudovali novou školní budovu, kterou navštěvovaly také žáci z Poláků, Hořenic, Lomazic, Nové Vísky, Malých Krhovic a Vadkovic. Ve školním roce 1922/1923 byla otevřena česká škola v budově bývalého pivovaru a od 1. září 1928 také mateřská škola. Do druhé světové války měla česká škola maximálně dvě třídy a počet žáků se pohyboval od osmnácti do 46.
V roce 1902 ledové kry zničily jez, který už nebyl opraven. Tím přišel zdejší mlýn se třemi koly o zdroj energie, zanikl brod a závlahový systém na říčních ostrovech. V pivovaru proběhla roku 1905 modernizace, ale podnik přesto podlehl konkurenčnímu boji, a roku 1913 byl uzavřen. Roku 1920 byla do Dolan zavedena elektřina z lomazické elektrárny, jejíž přívodní kanál snížil hladinu vody v řece, kvůli čemuž ubylo ryb a začalo docházet k usychání luk. Dostatek pitné vody zajistil vodovod. V lihovaru byl roku 1939 zřízen zajatecký tábor pro zajatce z Polska a později z Francie, kteří pracovali na místních polích. Po válce se museli původní obyvatelé vystěhovat, a přestože se do vsi přistěhovali osídlenci z Čech, počet obyvatel klesl na méně než polovinu předválečného stavu.
Zánik vesnice je spojen s výstavbou vodní nádrže Nechranice, která začala v roce 1961. Pozůstatky Dolan byly zaplaveny v letech 1967–1968, kdy probíhalo napouštění přehradního jezera.

## Přírodní poměry
Dolany stávaly v Mostecké pánvi na pravém břehu Ohře v nadmořské výšce okolo 250 metrů a jejich katastrální území měřilo 219 hektarů. Místo, kde vesnice stála, se nachází ve vodou zaplavené severní části katastrálního území Poláky.

## Obyvatelstvo
Při sčítání lidu v roce 1921 zde žilo 184 obyvatel (z toho 90 mužů), z nichž bylo 24 Čechoslováků a 160 Němců. Kromě jednoho evangelíka a pěti členů církve československé byli římskými katolíky. Podle sčítání lidu z roku 1930 měla vesnice 198 obyvatel: 58 Čechoslováků, 138 Němců, jednoho příslušníka nezjišťovaných národností a jednoho cizince. S výjimkou jednoho evangelíka se všichni hlásili k římskokatolické církvi.
|           | 1869 | 1880 | 1890 | 1900 | 1910 | 1921 | 1930 | 1950 | 1961 |
| --------- | ---- | ---- | ---- | ---- | ---- | ---- | ---- | ---- | ---- |
| Obyvatelé | 184  | 186  | 204  | 198  | 174  | 184  | 198  | 84   | 52   |
| Domy      | 28   | 33   | 33   | 33   | 34   | 33   | 35   | 21   | .    |

## Obecní správa
Po zrušení patrimoniální správy se Dolany roku 1850 staly samostatnou obcí, ale při sčítání lidu v roce 1869 už byly osadou Poláků, jejichž částí zůstaly až do úředního zániku dne 1. dubna 1967.

## Pamětihodnosti
Ve vesnici stával kostel svaté Kateřiny postavený ve druhé čtvrtině sedmnáctého století na místě staršího kostela poškozeného během třicetileté války. U hřbitovní zdi bývala barokní socha svatého Jana Nepomuckého z roku 1713, která byla přemístěna do Klášterce nad Ohří.

## Osobnosti
Ve vsi se narodil Johann Nepomuk Oettl (1801–1866), kněz a propagátor včelařství.